# Zamarada eucharis
Zamarada eucharis là một loài bướm đêm trong họ Geometridae.